# Ingrid Goes West
Ingrid Goes West (Brasil: Ingrid Vai Para o Oeste ) é um filme de comédia negra estadunidense de 2017 dirigido por Matt Spicer e escrito por Spicer e David Branson Smith. O filme é estrelado por Aubrey Plaza, Elizabeth Olsen, Billy Magnussen, Wyatt Russell, Pom Klementieff e O'Shea Jackson Jr. e segue uma jovem que se muda para Los Angeles em um esforço para fazer amizade com seu ídolo do Instagram.
O filme estreou em competição no Festival Sundance de Cinema de 2017, onde ganhou o Waldo Salt Screenwriting Award. Foi lançado em cinemas limitados nos Estados Unidos em 11 de agosto de 2017 pela produtora Neon, arrecadando US$3 milhões. O filme recebeu críticas positivas, com muitos elogiando o roteiro, temas sombrios, humor e performances.

## Enredo
Ingrid Thorburn (Aubrey Plaza) é uma mulher mentalmente instável vivendo na Pensilvânia. Um dia, ela descobre no Instagram que uma amiga não-correspondida sua não a convidou para seu casamento, e decide ir à festa para disparar spray de pimenta em seu rosto. O episódio resulta em uma breve estadia num hospital pisiquiátrico. 
Após sua alta, Ingrid descobre uma influenciadora digital de Los Angeles chamada Taylor Sloane (Elizabeth Olsen) numa revista. Ludibriada por sua vida aparentemente perfeita, Ingrid comenta uma de suas fotos e recebe uma breve resposta de Taylor. Após receber 60 mil dólares de herança de sua mãe, Ingrid decide se mudar para Los Angeles e tentar criar uma amizade com Taylor. Ao chegar, ela aluga uma casa em Venice de Dan Pinto (O'Shea Jackson Jr.), um aspirante a roteirista.
Na cidade californiana, Ingrid passa a frequentar os mesmos locais de Taylor e adota seu penteado. Numa livraria, ela encontra com Taylor e a segue até sua casa, onde ela sequestra seu cãozinho Rothko para depois devolvê-lo fingindo que o encontrou na rua. Taylor a convida para jantar e assim ela oficialmente conhece a influenciadora e seu marido Ezra (Wyatt Russell), um artista plástico fracassado.
As duas se tornam amigas e, logo no dia seguinte, Ingrid pega uma picape emprestada de Dan para ajudar Taylor a levar alguns objetos a sua casa em Joshua Tree, prometendo devolvê-la ao anoitecer. Ingrid mente para Taylor e diz que o veículo pertence ao seu namorado. Ela também acaba ficando o dia todo com o carro e ainda o danifica ao dirigir drogada. Ao devolvê-lo, Dan se enfurece não apenas pelos danos, mas também porque, sem seu carro, acabou perdendo o ensaio do script de um filme do Batman que ele estava roteirizando; uma oportunidade pela qual ele esperava há muito.
No dia seguinte, Ingrid visita Taylor e conhece seu irmão Nicky (Billy Magnussen), um viciado em processo de recuperação. Taylor cancela seus compromissos com Ingrid para ir a uma festa com Nicky, o que alimenta um ranço que Ingrid tem com o rapaz. Taylor e Nicky provocam Ingrid sobre o "namorado" que ela nunca os apresenta, convidam-na para uma festa da blogueira de moda Harley Chung (Pom Klementieff) e pedem que ela leve Dan.
Ingrid e Dan saem para jantar, falam de suas perdas recentes e fazem sexo, iniciando um relacionamento. Ingrid o convida para a festa de Harley e pede para posarem de namorados. No evento, Ingrid fica com inveja da amizade de Taylor e Harley e começa também a perceber que muitos aspectos da vida de Taylor são falsos.
Nicky furta o telefone de Ingrid e descobre fotos que revelam a obsessão de Ingrid com sua irmã. Ele a chantageia para não revelar as imagens e Ingrid forja uma agressão para convencer Dan a sequestrar e ameaçar Nicky. O plano dá errado e Nicky se livra se suas amarras, agride Dan e acaba atingido e derrubado por Ingrid.
Ingrid tenta contatar Taylor, mas Ezra atende o telefonema e a informa que Nicky os contou tudo e que eles não querem mais saber dela. Desesperada, ela usa o resto de sua herança para comprar uma casa ao lado da de Taylor em Joshua Tree e acaba sem energia elétrica por falta de dinheiro para custeá-la. Um dia, ela nota que Taylor está dando uma festa de halloween e vai para o local vestida de fantasma para ninguém notá-la. Contudo, ela acaba descoberta e diz que Taylor vive uma vida falsa. Taylor responde que as duas nunca foram realmente amigas devido à obsessão de Ingrid e que ela deveria buscar ajuda profissional.
Arrasada, Ingrid volta para casa, grava um vídeo para o Instagram confessando sua solidão e a falsidade de sua vida e toma um coquetel de remédios para se matar. Contudo, ela sobrevive e é levada para o hospital, onde se vê cercada de presentes enviados por "fãs". Dan aparece e revela que seu vídeo viralizou e ela está recebendo milhares de mensagens de apoio do mundo todo. Ela observa os comentários em seu perfil no Instagram e sorri.

## Elenco
- Aubrey Plaza - Ingrid Thorburn, uma mulher mentalmente instável com problemas de apego, obcecada pelas mídias sociais.[6]
- Elizabeth Olsen - Taylor Sloane, uma influenciadora popular e narcisista da mídia social com a qual Ingrid fica obcecada.[7]
- O'Shea Jackson Jr. - Dan Pinto, um roteirista aspirante e proprietário de Ingrid que se apaixona por ela.[8]
- Wyatt Russell - Ezra O'Keefe, um pintor e marido de Taylor.[9]
- Billy Magnussen - Nicky Sloane, um toxicodependente em recupeção e irmão de Taylor.[9]
- Pom Klementieff - Harley Chung, um blogueiro de moda.[10]
- Hannah Utt - Nicole
- Joseph Breen - Garth Lafayette
- Angelica Amor - Cindy
- Meredith Kathleen Hagner - Charlotte Buckwald, uma mulher que Ingrid forma uma amizade unilateral.
- Charlie Wright - Chuck
- Dennis Atlas - Buck

## Produção
A filmagem principal começou em 11 de julho de 2016 em Los Angeles e encerrada em 12 de agosto de 2016 em Joshua Tree, Califórnia.[carece de fontes?] Um ponto focal do filme é "All My Life", de K-Ci & JoJo; inicialmente, essa música era para ser "Kiss from a Rose" de Seal (o que teria vinculado a obsessão do personagem Dan pelo Batman, como é da trilha sonora de Batman Forever), mas o preço pedido pela música era maior do que a produção poderia proporcionar. A irmã de Spicer recomendou "All My Life" como um substituto.

## Lançamento
Ingrid Goes West teve sua estreia mundial no Festival Sundance de Cinema em 20 de janeiro de 2017. Logo depois, Neon adquiriu os direitos de distribuição norte-americanos do filme. O filme foi lançado em 11 de agosto de 2017.

### Bilheteria
Após várias semanas de lançamento limitado, o filme faturou US$3,019,057 de 647 cinemas, uma média de US$1,208 por local.

### Resposta crítica
No Rotten Tomatoes, o filme tem uma classificação de aprovação de 85% com base em 158 críticas, com uma classificação média de 7.1/10. O consenso crítico do site diz: "Liderados por fortes desempenhos de Aubrey Plaza e Elizabeth Olsen, Ingrid Goes West oferece um humor atual e inteligente, sublinhado por observações sociais oportunas". Em Metacritic, o filme tem uma pontuação média ponderada de 71 em 100, com base em 39 críticos, indicando "críticas geralmente favoráveis".

### Premiações
| Prêmio                                    | Data da cerimônia       | Categoria                                                                      | Destinatário (s) e candidato (s)    | Resultado | Ref.   |
| ----------------------------------------- | ----------------------- | ------------------------------------------------------------------------------ | ----------------------------------- | --------- | ------ |
| Festival Sundance de Cinema               | 28 de janeiro de 2017   | Waldo Salt Screenwriting Award                                                 | David Branson Smith and Matt Spicer | Venceu    | [ 17 ] |
| Deauville American Film Festival          | 8 de setembro de 2017   | Grande Prêmio                                                                  | Matt Spicer                         | Indicado  | [ 18 ] |
| Círculo dos Críticos de Cinema da Flórida | 23 de dezembro de       | Melhor Primeiro Filme                                                          | Ingrid Goes West                    | Indicado  | [ 19 ] |
| Austin Film Critics Association           | 8 de janeiro de 2018    | Melhor Primeiro Filme                                                          | Ingrid Goes West                    | Indicado  | [ 20 ] |
| Guild of Music Supervisors Awards         | 8 de fevereiro de 2018  | Melhor supervisão musical para filmes: orçado em menos de 5 milhões de dólares | Maggie Phillips                     | Indicado  | [ 21 ] |
| Online Film & Television Association      | 18 de fevereiro de 2018 | Melhor estréia no cinema                                                       | Matt Spicer                         | Indicado  | [ 22 ] |
| Prêmios Independent Spirit                | 3 de março de 2018      | Melhor Primeiro Filme                                                          | Ingrid Goes West                    | Venceu    | [ 23 ] |
| Prêmios Independent Spirit                | 3 de março de 2018      | Melhor Primeiro Roteiro                                                        | David Branson Smith and Matt Spicer | Indicado  | [ 23 ] |
| Chlotrudis Awards                         | 18 de março de 2018     | Melhor Atriz                                                                   | Aubrey Plaza                        | Indicado  | [ 24 ] |